# 고마치 (열차)
고마치(일본어: こまち)는 일본 아키타 신칸센 구간을 운행하는 열차로, 도쿄 ~ 아키타 구간을 운행하고 있다. 열차 등급을 표시하는 고유색은 분홍색이다.
총 운행거리는 662km이며 이 중 도호쿠 신칸센 구간을 제외한 순수 아키타 신칸센은 127km가 된다.
법상으로 고마치는 신칸센이 아닌 재래선의 특급열차로 취급되며, 따라서 차량길이도 재래선에 맞추어져 있다. 하지만 궤간은 도호쿠 신칸센에 직통 운행하기 위하여 신칸센에 맞추어져 있다.
팬터그래프는 싱글암으로 50 Hz 25000V, 20000V가 있다.

## 역사

### 일본국유철도시절
1966년에 다자와코선이 개통과 동시에 모리오카 ~ 아키타간 미나미 하치마키 나타이(일본어: みなみはちまんたい)로 신설되었다. 1968년에 열차 명칭이 다자와(일본어: たざわ)로 변경되었다. 1982년 6월 23일에 도호쿠 신칸센 개통과 함께 모리오카 ~ 아키타간 L등급 특급으로 전환되면서 신칸센 수요를 담당하게 되었다. 1986년에 왕복 9회 증회되었고 그 중 3회는 아오모리까지 운행했다. 1988년에 왕복 13회로 증화되었고 왕복 1회는 히가시노시로까지 연장되었다. 1989년에 왕복 1회가 증회되었다. 1993년에 아키타 ~ 아오모리 구간에 왕복 2회가 증회되었다.
1996년에 아키타 신칸센 공사로 인해 다자와코 선이 운해이 중단되면서 아키타 ~ 아오모리로 변경되었고 아키타 ~ 기타카미 구간에 별도로 아키타 릴레이(일본어: 秋田リレー) 등급이 신설되었다. 1997년 3월 21일에 아키타 신칸센의 명칭으로 선정되면서 등급이 폐지되었다. 별도로 운행했던 열차는 가모시카(일본어: かもしか)로 변경되었다.

### 신칸센시절
1997년 아키타 신칸센 개통과 동시에 운행하기 시작했다. 운행 당시 야마비코와 함께 15량 편성으로 중련 운행을 했다가 1998년에 6량으로 증결했다. 1999년 다이야 개정으로 E2계와 중련 운행하기 시작했다. 2001년 9월 16일에 이용객 수가 천만 명을 돌파했다. 같은 해 12월에 그린샤에 금연을 실시했다. 2002년 도호쿠 신칸센 모리오카 ~ 하치노헤 구간이 개통되면서 하야테와 중련 운행을 시작했다. 2006년에 동해 측을 중심으로 발생한 폭설의 영향으로, 개업 이래 처음으로 하루 종일 운행이 중지된다. 같은 해 2월에 전날 일어난 눈사태에 대한 제설 작업으로 인해 운행이 중지되었다. 같은 해 3월에 이용객 수가 2천만 명 돌파했다. 2007년에 전 좌석 금연석이 실시되었다.
2009년 3월 다이야 개정으로 모든 열차가 오미야를 정차하기 시작했다. 2010년 12월에 도호쿠 신칸센 전 구간이 개통되면서 하야테와 중련 운행이 종료되었다. 2011년 도호쿠 대지진으로 도호쿠 신칸센 전 노선이 운행이 중단되면서 아키타 신칸센 구간만 운행했다가 같은 해 4월에 정상 운행에 들어갔다. 같은 해 11월에 E5계 도입으로 일부 시간대 중련 운행을 시작했다. 2013년에 E6계가 도입되면서 슈퍼 고마치(일본어: スーパーこまち)란 명칭을 부여했다.
2014년 3월에 다이야 개정으로 모든 열차가 E6계로 운행하기 시작했고 그와 동시에 도호쿠 신칸센 우쓰노미야 ~ 모리오카 구간 최고 영업 속도를 320km로 조정했다. 2015년에 다이야 개정과 함께 그린샤 서비스를 종료하였다. 2017년 3월 25일 아키타 신칸센 개업 20주년을
맞이해 임시 열차가 운행되었다.

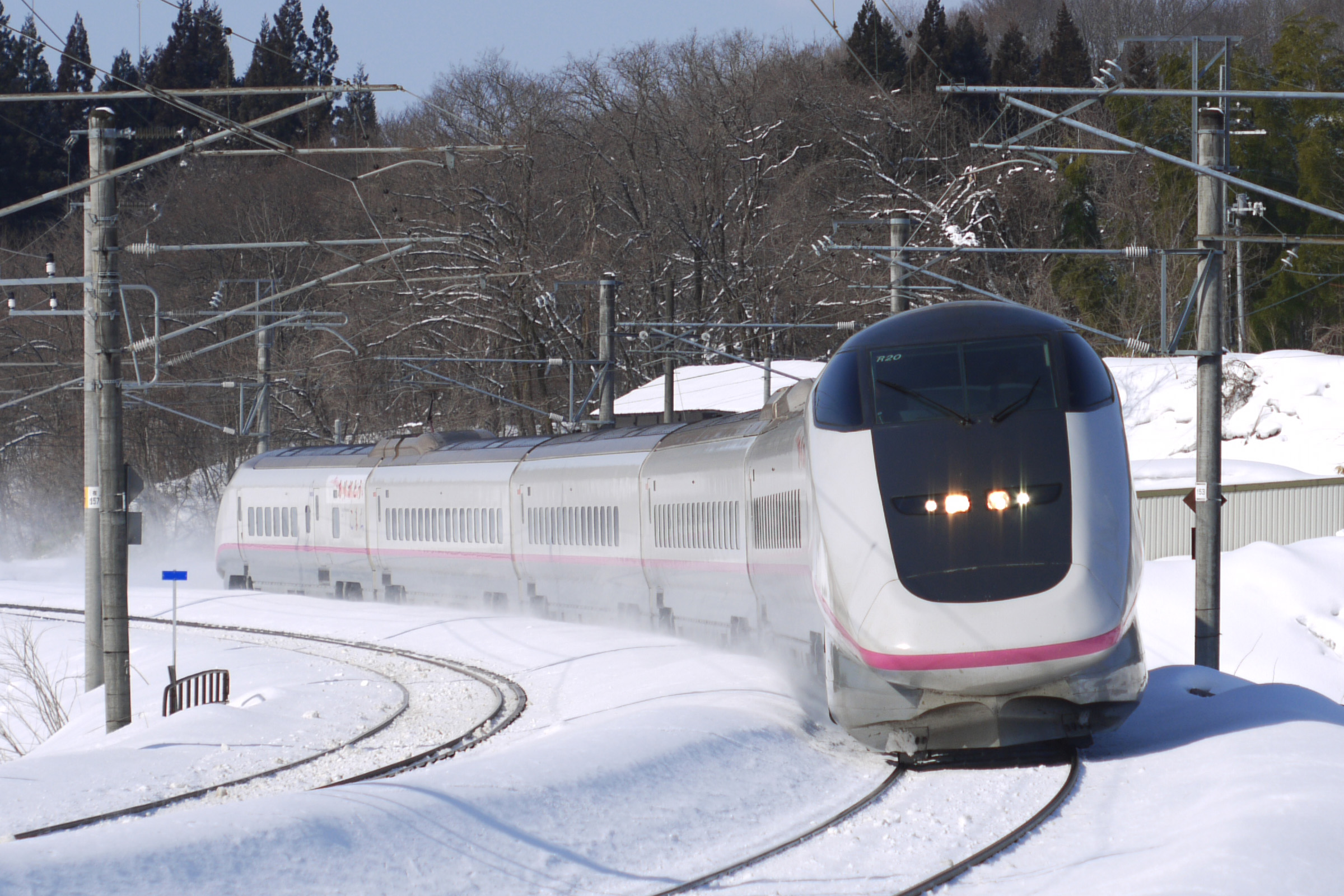
신칸센 E3계 0번대
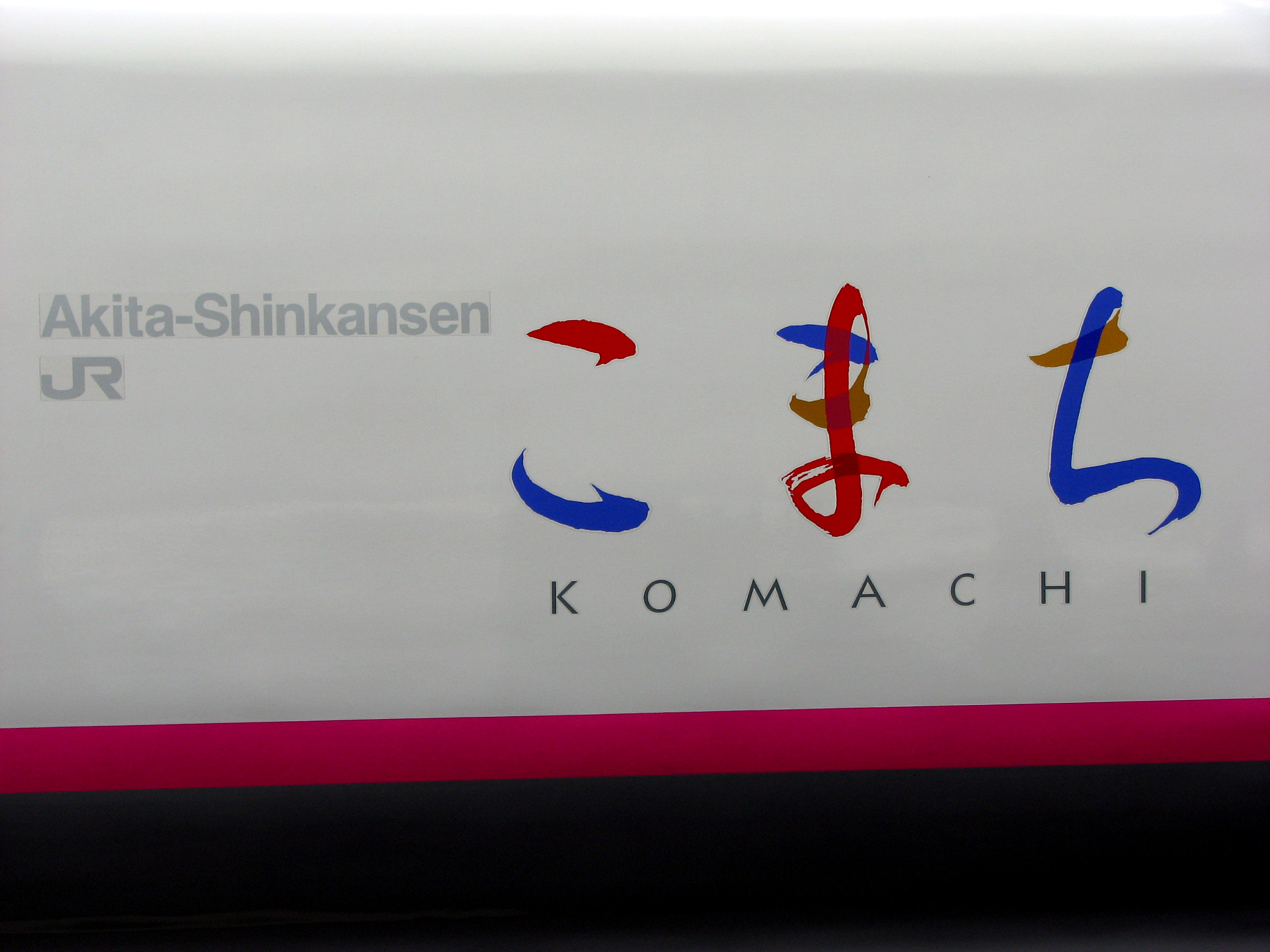
고마치 구로고
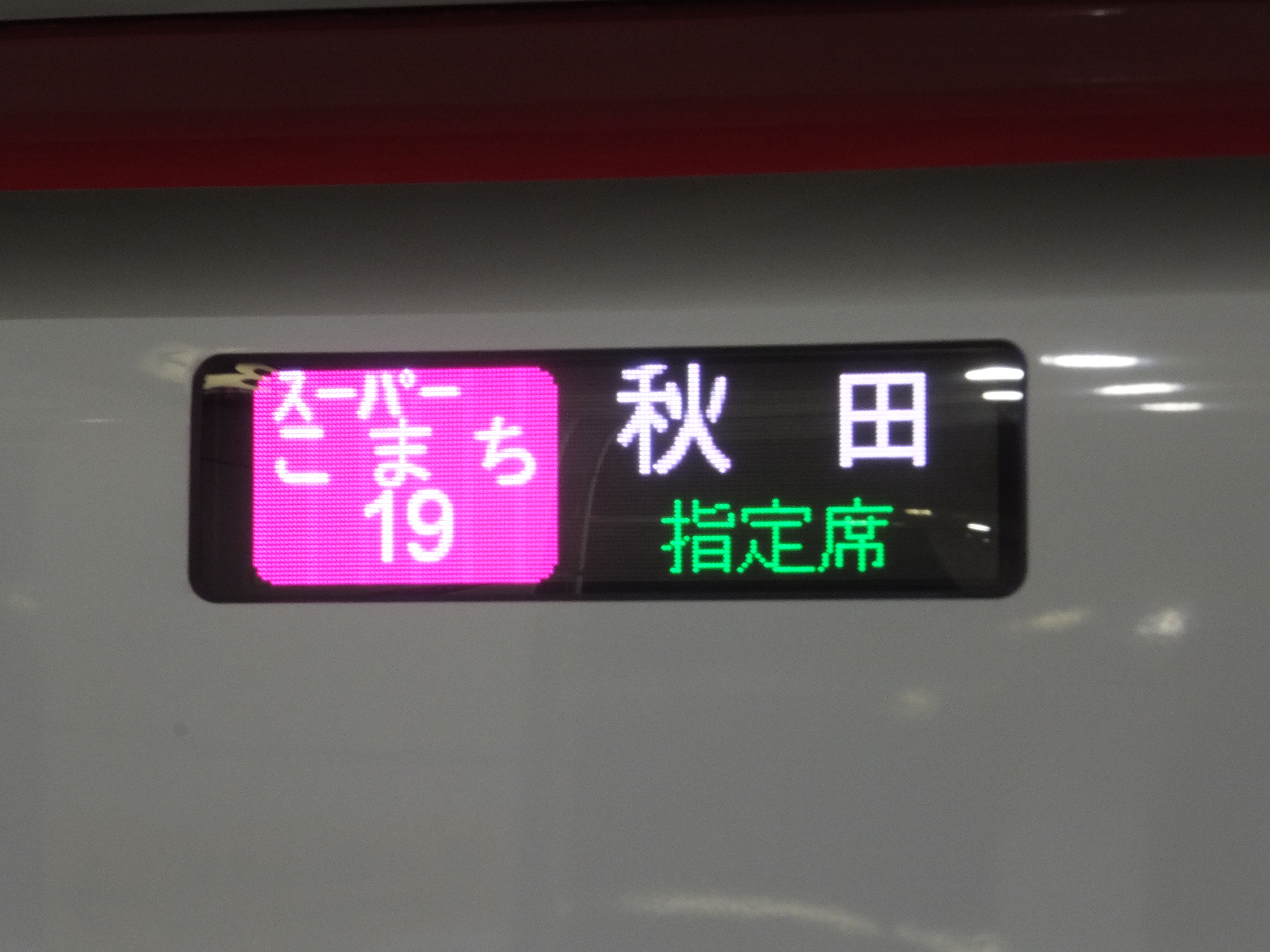
슈퍼 고마치 행선지

## 운행 현황
| 운행 노선       | 열차 번호  | 운행 구간       | 차량 | 비고 |
| --------------- | ---------- | --------------- | ---- | ---- |
| 도호쿠 & 아키타 | 1호 ~ 38호 | 도쿄 ~ 아키타   | E6계 |      |
| 도호쿠 & 아키타 | 95호, 96호 | 센다이 ~ 아키타 | E6계 |      |

## 정차역
| 운행 횟수                      | 도쿄 | 우에노 | 오미야 | 오야마 | 우쓰노미야 | 나스시오바라 | 신시라카와 | 고리야마 | 후쿠시마 | 시로이시자오 | 센다이 | 후루카와 | 구리코마코겐 | 이치노세키 | 미즈사와에사시 | 기타카미 | 신하나마키 | 모리오카 | 시즈쿠이시 | 다자와코 | 가쿠노다테 | 오마가리 | 아키타 | 비고               |
| ------------------------------ | ---- | ------ | ------ | ------ | ---------- | ------------ | ---------- | -------- | -------- | ------------ | ------ | -------- | ------------ | ---------- | -------------- | -------- | ---------- | -------- | ---------- | -------- | ---------- | -------- | ------ | ------------------ |
| 하행 1회 상행 1회              | ●    | ↔      | ●      | ↔      | ↔          | ↔            | ↔          | ↔        | ↔        | ↔            | ●      | ↔        | ↔            | ↔          | ↔              | ↔        | ↔          | ●        | ↔          | ↔        | ↔          | ●        | ●      |                    |
| 하행 10회 상행 10회            | ●    | ●      | ●      | ↔      | ↔          | ↔            | ↔          | ↔        | ↔        | ↔            | ●      | ↔        | ↔            | ↔          | ↔              | ↔        | ↔          | ●        | ↔          | ●        | ●          | ●        | ●      |                    |
| 하행 4회 상행 4회              | ●    | ●      | ●      | ↔      | ↔          | ↔            | ↔          | ↔        | ↔        | ↔            | ●      | ↔        | ↔            | ↔          | ↔              | ↔        | ↔          | ●        | ●          | ●        | ●          | ●        | ●      |                    |
| 하행 1회 상행 1회              |      |        |        |        |            |              |            |          |          |              | ●      | ●        | ●            | ●          | ●              | ●        | ●          | ●        | ↔          | ●        | ●          | ●        | ●      | 하루 2회 왕복 운행 |
| ●＝정차；■＝일부 정차；↔＝통과 |      |        |        |        |            |              |            |          |          |              |        |          |              |            |                |          |            |          |            |          |            |          |        |                    |

## 운행 열차

### 현재 운행하는 열차
- E6계

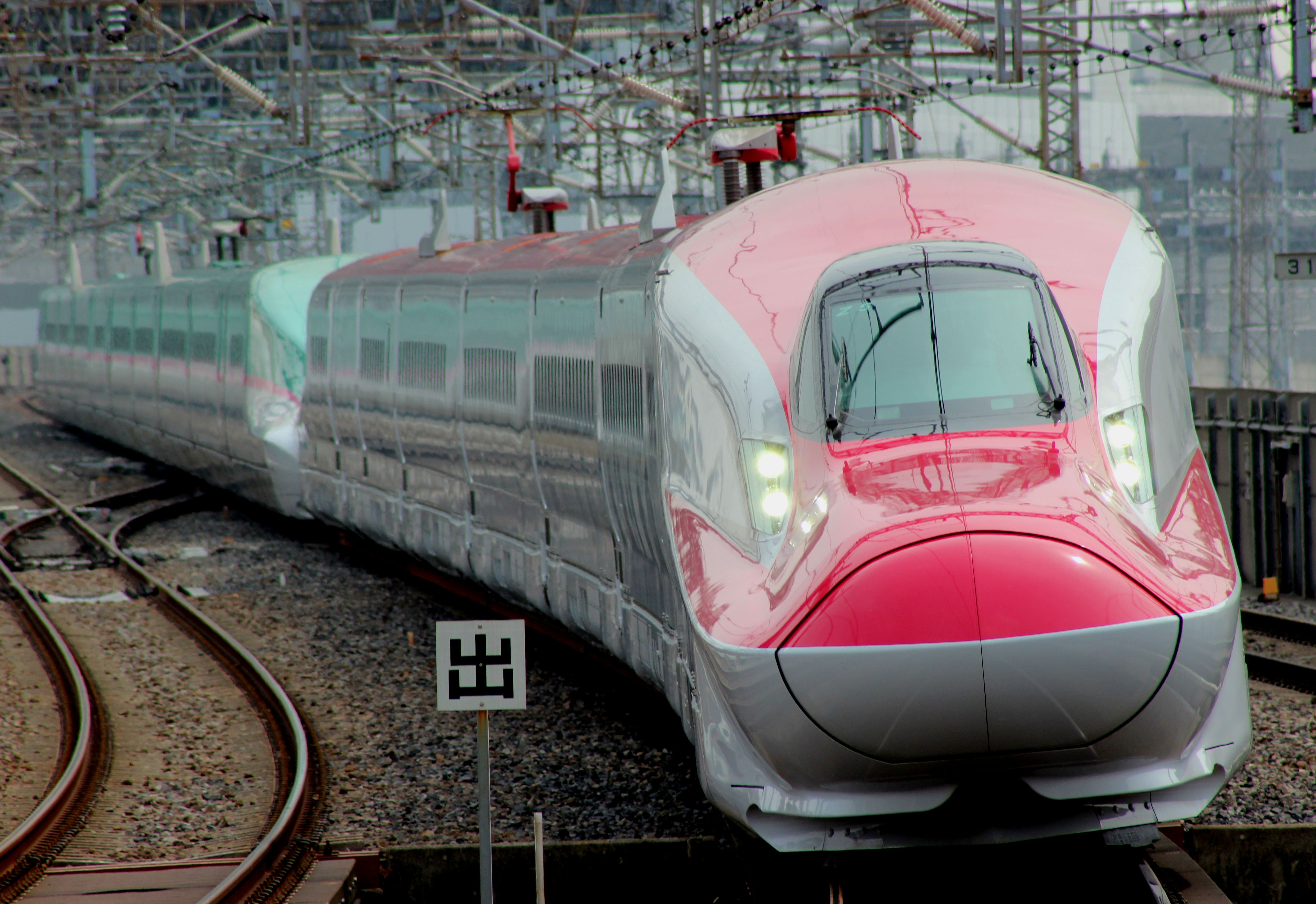
신칸센 E6계

### 퇴역 및 과거 운행 열차
- E3계

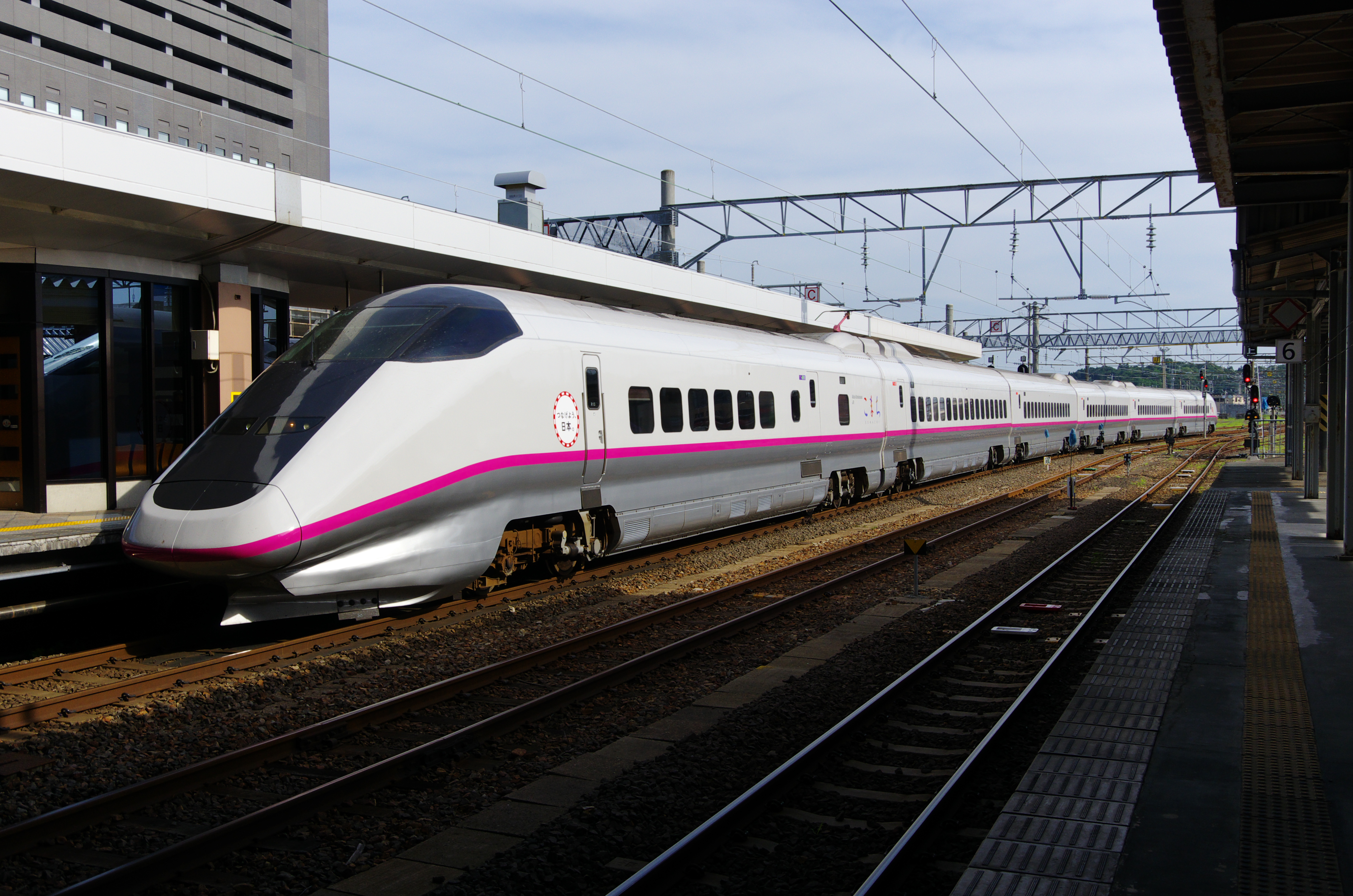
신칸센 E3계

## 객차 구성

### E6계
| 호차 | 11          | 12               | 13     | 14     | 15     | 16     | 17     |
| ---- | ----------- | ---------------- | ------ | ------ | ------ | ------ | ------ |
| 좌석 | 그린차      | 지정석           | 지정석 | 지정석 | 지정석 | 지정석 | 지정석 |
| 시설 | 장애인 시설 | 장애인 시설 전화 |        |        |        | 전화   |        |

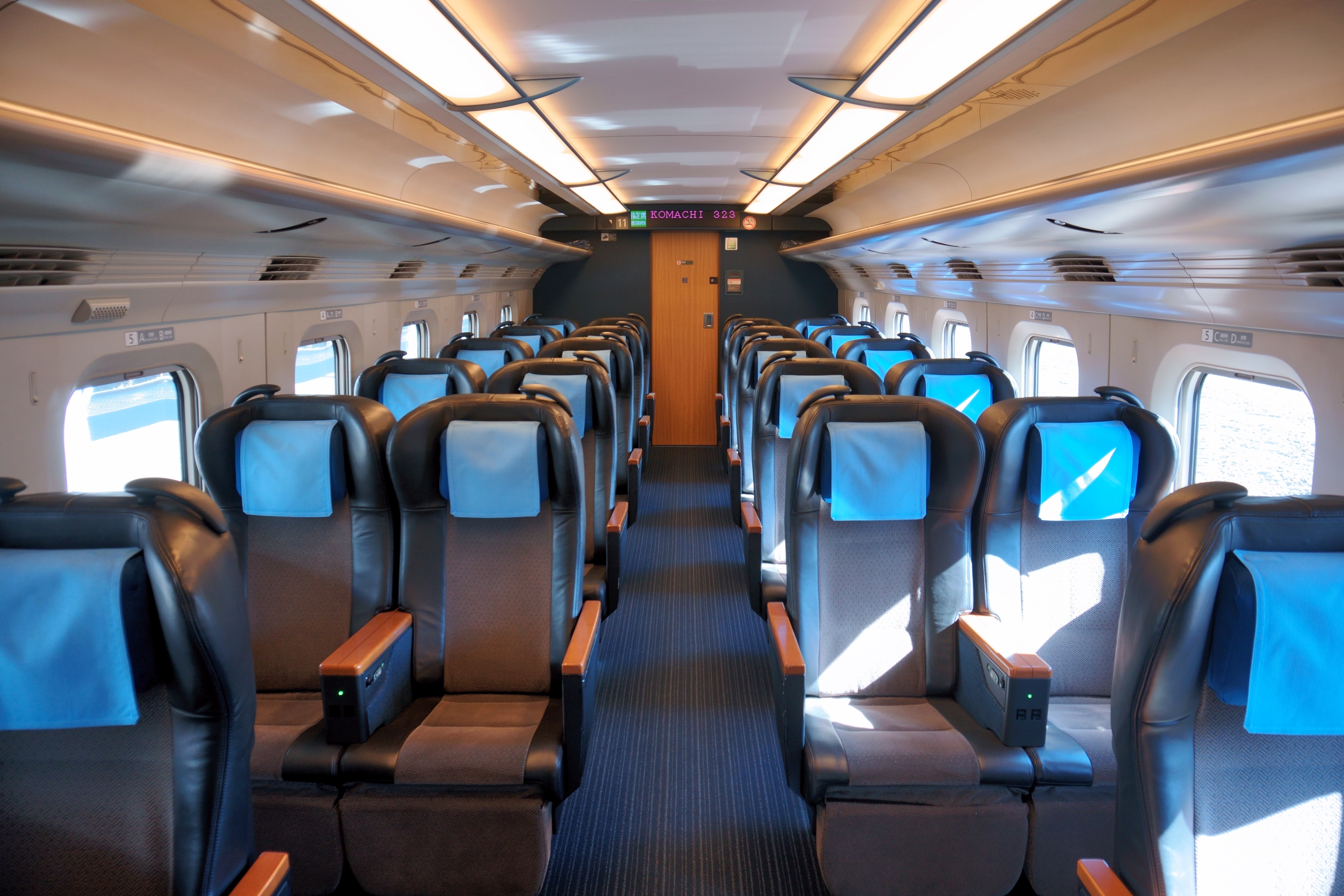
11호차 그린차
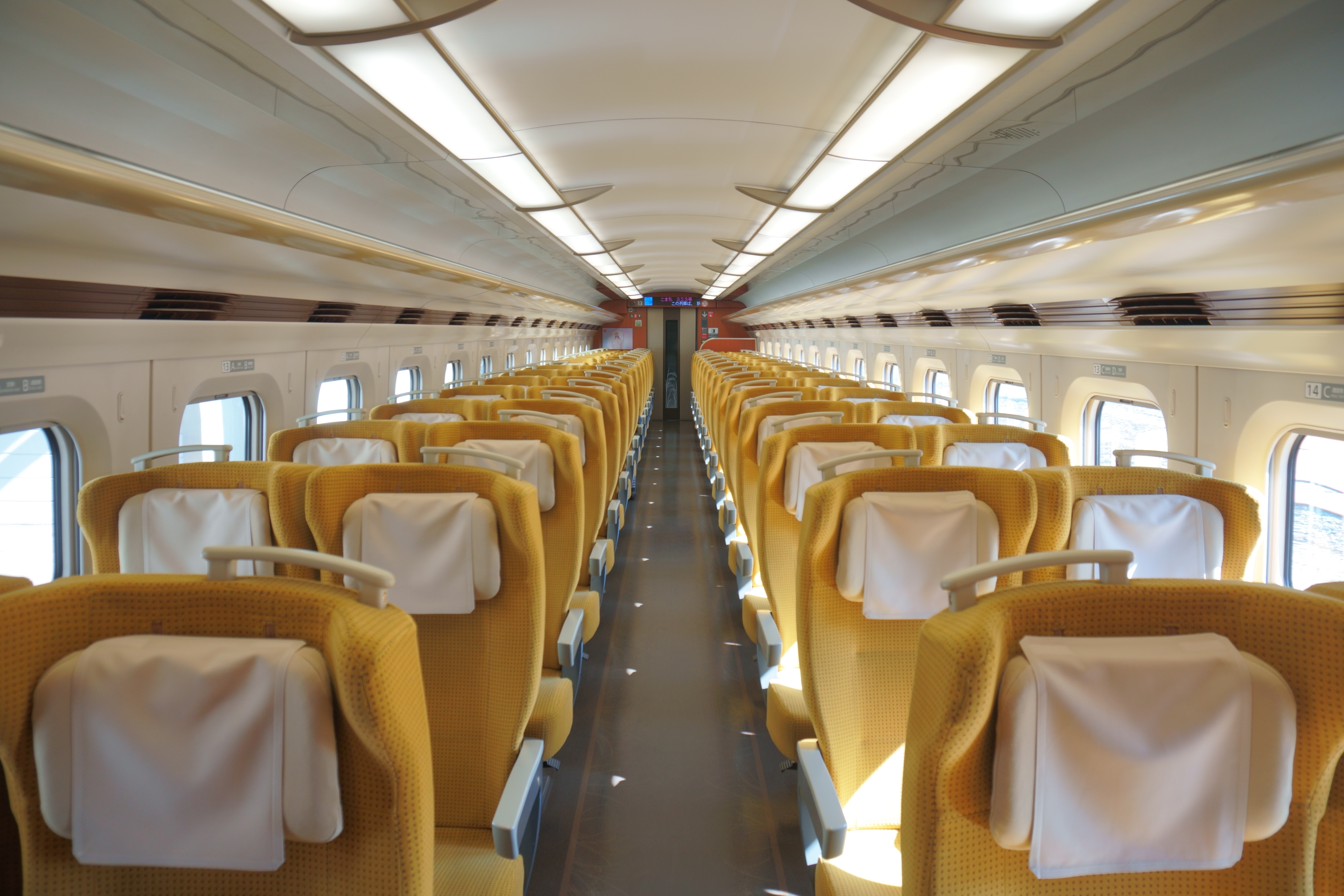
13호차 좌석